# Naja mossambica
La cobra escupidora de Mozambique o cobra de Mozambique (Naja mossambica) es una especie de serpiente de la familia Elapidae.

## Hallazgo y distribución
La serpiente fue descrita por primera vez por el naturalista alemán, Peters, en el año 1854, y se puede encontrar en los siguientes países africanos: Angola, Botsuana, Malaui, Mozambique, Somalia, Namibia, Sudáfrica, Suazilandia, Tanzania, Zambia y Zimbabue.

## Hábitat y características
Se trata de una especie de serpiente venenosa y de comportamiento agresivo que habita en la sabana en zonas tropicales y subtropicales africanas. Puede hacer salir el veneno de sus colmillos, disparándolo a los ojos de un intruso, a una  distancia de hasta 3 metros. Mide entre 1 a 1,50 metros y se alimenta de anfibios, serpientes, aves, huevos, pequeños mamíferos, e insectos.